# Marcel Gensoul
Pour les articles homonymes, voir Gensoul.
Marcel Gensoul (né le 12 octobre 1880 à Montpellier et mort à Paris le 30 décembre 1973) est un amiral français, à la tête de la Force de Raid lors de l'attaque de Mers el-Kébir au début de la Seconde Guerre mondiale.

## Biographie

### Famille
Marcel Bruno Gensoul nait le 12 octobre 1880 à Montpellier, de Louis Alexis Gensoul, magistrat et de Caroline Emma Baccuet. Il est le second d'une fratrie de 5 enfants, quatre garçons (Albert, Marcel, Maurice et Étienne) et une fille (Meryem).
Le 29 octobre 1906, il épouse Marthe Dupraz à Lausanne (Suisse). Ils ont trois filles Blanche (1907), Christiane (1911) et Gisèle (1912).

### Carrière
Il entre à l'École navale en 1898. A la sortie de l'école d'application, fin 1901, il est affecté sur le croiseur protégé Chasseloup-Laubat en mer de Chine. En février 1902, il passe sur le cuirassé Le Redoutable, puis sur la canonnière Surprise, toujours en Extrême-orient. Il est promu enseigne de vaisseau en octobre 1903 puis suit l'enseignement d l'école des apprentis fusiliers de Lorient.
En décembre 1905, il est affecté comme second sur le sous-marin L'Algérien, appartenant à la 1re flottille de sous-marins de la Manche. Il rejoint ensuite le cuirassé Carnot de l'escadre de la Méditerranée, comme adjoint à l'officier fusilier. En août 1908, il sort breveté de l'école des officiers torpilleurs de Toulon, puis embarque sur le croiseur Galilée où il participe à la campagne du Maroc. De novembre 1909 à 1911, il est chargé de l'instruction des apprentis torpilleurs sur le cuirassé Marceau. En janvier 1911, il est élevé au grade de lieutenant de vaisseau. Après une mission de convoyage d'un train de chalands de Toulon au Maroc, il est affecté brièvement sur le cuirassé Brennus, puis embarque comme officier instructeur sur le croiseur D'Entrecasteaux. En août 1913, il devient l'aide de camp du contre-amiral Sourrieu, commandant la division des écoles de la Méditerranée, puis il est affecté sur le cuirassé République en tant chef du service torpilles/électricité, c'est à ce poste qu'il commence la Première Guerre mondiale.
En 1915-1916, il prend part aux opérations en Méditerranée orientale (Grèce). Il reçoit son premier commandement, le torpilleur d'escadre Fanfare en mai 1917 appartenant à la division navale de Syrie, et opère le long des côtes du Levant. Il est promu capitaine de corvette en juin 1919 et se retrouve aide de camp du contre-amiral Lanxade, commandant la division d'instruction de la Méditerranée (DEM), jusqu'en septembre 1921. Affecté sur le Jean Bart, il devient ensuite chef d'état-major de la DEM. Puis, en juin 1921, il est promu capitaine de frégate et assiste le contre-amiral Beaussant jusqu'en septembre 1923, où il rejoint l'état-major du vice-amiral Fatou, alors préfet de la Ve région maritime (Brest). À partir d'août 1924, il commande le 6e escadrille de patrouille basée à Bizerte et arbore son pavillon sur le contre-torpilleur Lansquenet. Puis de septembre 1925 à novembre 1926, il est affecté comme second du cuirassé Courbet.
Il suit alors les cours du Centre des Hautes Études navales (CHEN) et est promu capitaine de vaisseau à sa sortie en juillet 1927. Il reçoit alors le commandement du cuirassé Bretagne d'octobre 1927 à août 1929. Il commande ensuite le cuirassé Provence, navire amiral de la 1re escadre jusqu'en août 1931. Il est ensuite nommé chef d'état-major de la région maritime à Toulon où il assiste le vice-amiral Pirot, préfet maritime et est nommé contre-amiral en octobre 1932. Il est alors nommé 2e sous-chef à l'état-major général de la Marine à Paris. Il y occupe ce poste jusqu'en octobre 1934, où il prend la tête de la 3e division légère de la 1re escadre. Il participe alors au retour de la dépouille d roi Alexandre 1er de Yougoslavie assassiné à Marseille, ainsi qu'à la défense des intérêts français en Grèce en 1935 lors de la tentative de coup d'État de 1935 en Grèce. À la suite du soulèvement nationaliste de juillet 1936 en Espagne, Gensoul est nommée Commandant supérieur du dispositif spécialement créée pour évacuer les ressortissants français.
Il est nommé vice-amiral le 1er février 1937 puis vice-amiral d'escadre en mars de la même année,, il est alors nommé préfet maritime de Toulouse. En mars 1938, il prend la tête de l'escadre de l'Atlantique et hisse son pavillon sur le Dunkerque. En mai 1939, avec l'approche de la guerre, la force de haute mer est réorganisée en deux flottes : la flotte de la Méditerranée et la flotte de l'Atlantique, dont Gensoul prend le commandement. Il entame alors des exercices avec la Home Fleet, l'occasion pour lui de renforcer la bonne entente qu'il a avec les Britanniques. Le 20 juillet 1939, Gensoul reçoit des mains de l’amiral Darlan, la plaque de Grand officier de la Légion d'honneur.
Au début de la Seconde Guerre mondiale, en septembre 1939, il commande la Force de Raid, regroupant les plus puissants navires de la marine nationale française à Brest, dont la mission est de détruire les forces ennemies en Atlantique et de protéger les convois. À partir de décembre, il est intégré au Conseil supérieur de la marine. La force de raid, s'installe en Méditerranée à Mers el-Kébir, près d'Oran fin avril 1940, pour faire face à l'Italie, de plus en plus belliqueuse. Peu après l'armistice, le 24 juin, il reçoit la visite de l'amiral North venu tenter de la convaincre de rallier la Royal Navy pour continuer le combat, mais il refuse, déclarant n'obéir qu'au gouvernement légal du Maréchal Pétain et assure que la flotte française ne sera jamais livrée aux Allemands. Malgré la tension grandissante entre Français et Britanniques, le survol d'hydravions de la Royal Navy et les mises en garde de Darlan quant à une attaque potentielle des Anglais, Gensoul, très anglophile, juge improbable une attaque.

### Mers El-Kébir
Churchill, face au risque de voir la flotte française être capturée par l'ennemi au mépris des conventions d'armistice, dépêche le 3 juillet 1940 une escadre britannique pour sommer l'escadre française de Mers el-Kébir de se joindre à elle, ou de rejoindre les Antilles françaises.
À l'aube du 3 juillet 1940, le destroyer HMS Foxhound se présente à l'entrée de la passe de la base navale, avec à son bord le capitaine de vaisseau Holland. Mais Gensoul informé de la présence au large de la Force H, refuse de le recevoir, « n'étant pas disposé à discuter sous la menace ». Il finit par envoyer son officier d'ordonnance à sa rencontre. Celui-ci lui remet une mise en demeure offrant plusieurs alternatives : rejoindre la Royal Navy dans le combat, ou rallier les Antilles françaises ou les États-Unis sous contrôle britannique pour y être désarmés ou se saborder. Faute de quoi, dans un délais de six heure, ils seront coulés. Considérant que l'ultimatum est un bluff, il ne concède rien et fait allumer les chaudière et prendre les dispositions de combat à ses navires. Il informe l'amirauté que d'une partie de l'ultimatum et de sa réponse « bâtiments répondront à la force par la force ». Pourquoi il choisit ne pas mentionner l'option du désarmement aux Antilles ou aux États-Unis n'est jamais expliqué. Dans le même temps, il essaie de gagner du temps avec les Britanniques afin de recevoir des instructions de l'amirauté et de négocier un compromis ou à défaut de tenter un appareillage rapide de sa flotte.
À 14 h 10, Gensoul ordonne le branle-bas de combat, puis accepte finalement de recevoir Holland. Il informe Somerville qu'il n'a pas l'intention de faire appareiller l'escadre mais qu'il attend des instructions de son gouvernement et demande à James Fownes Somerville de sursoir à l'ultimatum ; ce qui est accepté. A 16 h 0, Holland retourne à bord du Dunkerque où Gensoul tente de négocier une porte de sortie en proposant de désarmer la flotte à Mers El-Kébir. dans l'après-midi, le vice-amiral Maurice Le Luc, directeur de cabinet de l'amiral Darlan, lui fit savoir par radio que les escadres françaises de Toulon et d'Alger se portaient à son secours.
À 17 h 20, les négociations sont brutalement interrompues, Churchill exigeant d'en finir, par ailleurs le message de Le Luc ailleurs été intercepté par les Anglais ceux-ci craignent effectivement l'arrivée de renforts. À 17 h 56, Somerville ordonne d'ouvrir le feu. 18 h 0, Gensoul informe l'amirauté que l'attaque a commencé, un quart d'heure plus tard, il demande à faire hisser un drapeau blanc au mât du Dunkerque.
L'attaque de Mers el-Kébir conduit à la perte du cuirassé Bretagne ; 997 marins périrent son bord et à la mise hors de combat du croiseur de bataille Dunkerque, du cuirassé Provence et du contre-torpilleur Mogador. L'attaque de la Royal Navy fit en tout 1 295 morts chez les marins français.
Un mois après Mers el-Kébir, en août 1940, Gensoul récompensa le Strasbourg et son équipage de la Croix de guerre pour avoir réussi à échapper aux Britanniques.

### Fin de carrière
Malgré tout, il est élevé au grade d'amiral, le 29 juillet 1940 et le 8 août, alors qu'il est sur le point d'atteindre la limite d'âge il est nommé Inspecteur général des forces maritimes à titre honorifique. Le lendemain, il est cité à l'ordre de l'armée de Mer : « ayant reçu un odieux ultimatum, a refusé d'y souscrire et répondu à la force par la force ». Le 10, il quitte le commandement de la Flotte Atlantique qui est dissoute.
Le 16 août, il est nommé par Darlan à la tête du Service central des œuvres de la Marine, chargé des organismes d'aide aux familles de marin. Il y reste jusqu'en octobre 1942, date de son départ à la retraite. À la fin de la guerre, il est convoqué le 10 novembre 1945, par la Commission d'épuration de la Marine et du personnel militaire, pour y répondre de la perte de bâtiments. Il lui est aussi reproché de ne pas avoir transmis toutes les propositions de l'ultimatum, notamment la possibilité de désarmer aux Antilles, et de ne pas avoir pris l'initiative d'emmener la flotte aux États-Unis. Cependant, après un an d'instruction, le directeur de la commission conclut que les poursuites sont inopportunes.
Gensoul évita toute sa vie de commenter l'affaire Mers el-Kébir. L’opinion générale est que sa rigidité, à un moment clé, quand le gouvernement français était incapable de mener une politique efficace, a conduit au désastre.
Il meurt le 30 décembre 1973, à l'hôpital militaire du Val-de-Grâce. Il est enterré à Nice.

## Grades successifs
Sources : Lasterle 2000, p. 72-88
- 1901 : aspirant de deuxième classe
- octobre 1903 : enseigne de vaisseau
- janvier 1911 : lieutenant de vaisseau
- juin 1919 : capitaine de corvette
- juin 1921 : capitaine de frégate
- juillet 1927 : capitaine de vaisseau
- octobre 1932 : contre-amiral
- février 1937 : vice-amiral
- mars 1937 : vice-amiral d'escadre
- juillet 1940: amiral

## Décorations
- Grand officier de la Légion d'honneur[23], le 22 juin 1939
- Médaille commémorative de l'expédition de Chine (1901)[10]
- Médaille commémorative du Maroc[10]
- Médaille commémorative de Syrie-Cilicie[10]
- Médaille interalliée de la Victoire[10]
- Médaille commémorative de la guerre 1914-1918[10]
- Médaille commémorative d'Orient[10]
- Médaille commémorative des Dardanelles[10]
- Officier de l'ordre des Palmes académiques[10]
- Commandeur de l'ordre de Saint-Charles[10]
- Chevalier de l'ordre de l'Étoile noire[10]
- Commandeur de l'ordre du Ouissam alaouite[10]
- Commandeur de l'ordre du Nichan Iftikhar[10]
- Médaille commémorative de la Grande Guerre (Belgique)[10].

### Sources
- Philippe Lasterle, « Marcel Gensoul (1880-1973), un amiral dans la tourmente », Revue historique des Armées, no 219,‎ 2000, p. 71-91 (ISSN 0035-3299, lire en ligne, consulté le 21 juillet 2024)